# Stadion v Kollárově ulici
Stadion v Kollárově ulici je fotbalový stadion, který se nachází v středočeském městě Vlašimi. Své domácí zápasy zde odehrává fotbalový klub FC Sellier & Bellot Vlašim. Maximální kapacita stadionu činí 1 200 diváků, z toho 800 míst je k sezení. Stadion je s umělým osvětlením.
Stadion byl vystavěn v roce 1927. V roce 2009 zde proběhla velká rekonstrukce, která prvně zahrnovala modernizaci kabin. Dále byly odstraněny zastaralé dřevěné lavičky, namísto kterých byly instalovány jednotlivé sedačky. V konečné fázi rekonstrukce byly postaveny dvě větší montované tribuny.